# Bay Area Rapid Transit District
Het San Francisco Bay Area Rapid Transit District (BARTD) is een bijzonder bestuurslichaam dat instaat voor het Bay Area Rapid Transit-systeem (BART) in de county's Alameda, Contra Costa en San Francisco in de Amerikaanse staat Californië. BART heeft ook diensten in het noorden van San Mateo County en breidt uit in Santa Clara County, maar deze county's hebben geen stem in het Bay Area Rapid Transit District. Het werd in 1957 opgericht. In 1972 reed de eerste BART-trein.
BARTD is een zogenaamd special-purpose district, wat betekent dat het geen onderdeel uitmaakt van lokale administraties. Het opereert met relatief grote onafhankelijkheid van steden en county's.